# Højesteret (Norge)
 For alternative betydninger, se Højesteret (flertydig). (Se også artikler, som begynder med Højesteret)
Norges Høyesterett er den højeste domstol i Norge. Den blev etableret i 1815 som følge af Eidsvoll-forfatningen og har sæde i Oslo.
Domstolen er lighed med andre højesteretter en ankeinstans, der kun behandler civile sager og straffesager, der har været behandlet ved en lavere instans i retssystemet. Sagen bringes for Høyesterett efter at rettens ankeudvalg har behandlet den.
Høyesterett ledes af en højesteretsjustitiarius og har i alt 20 dommere. I hver enkelt sag sættes retten med fem dommere. Af hensyn til sagsafviklingen har Høyesterett siden 1927 arbejdet i to parallelle afdelinger; sager af særlig vigtighed behandles i storkammeret (11 dommere). Særdeles vigtige sager kan desuden behandles i plenum, hvor alle dommere, der ikke har tjenestefri eller er inhabile, deltager.